# ألبرتو بينتو
ألبرتو بينتو (بالبرتغالية: Alberto Adrego Pinto‏) هو رياضياتي برتغالي، ولد في 23 فبراير 1964 في بورتو في البرتغال.